# Li Boguang
Pour les articles homonymes, voir Li.

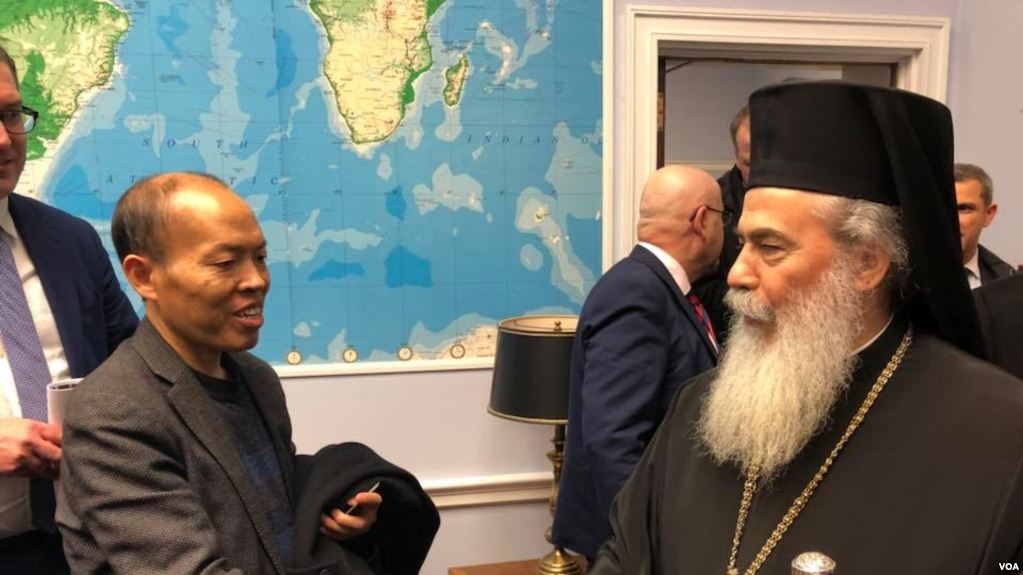
Li Boguang (à gauche) rencontrant un archevêque orthodoxe en 2018.

Li Boguang, né le 10 octobre 1968 et mort le 26 février 2018 à Nankin, est un avocat chinois et militant des droits de l'homme. 
Directeur de l'Institut de recherche Quimin à Pékin, Li Boguang a aidé les agriculteurs à demander une indemnisation pour les terres agricoles confisquées. Il a été arrêté à la suite de son implication dans la manifestation de Tangshan.

## Biographie
Li Boguang est un avocat et écrivain. Il a obtenu sa maîtrise et son doctorat à l'université de Pékin et a été consultant principal au cabinet d'avocats Beijing An-ping.
Il a aidé les paysans de nombreuses régions de Chine à exercer leurs droits constitutionnels à évincer les fonctionnaires corrompus. Il a également représenté des agriculteurs cherchant à obtenir plus d'indemnisation pour les terres agricoles confisquées.
En septembre 2004, la police a arrêté Zhao Yan, journaliste et chercheur au bureau du New York Times à Pékin, qui avait travaillé avec Li Boguang pour aider les agriculteurs à exprimer leurs doléances. Zhao Yan a été accusé d'avoir divulgué des secrets d'État à l'étranger.
En décembre 2004, Li Boguang s'est rendu à Fuan pour fournir une assistance juridique aux agriculteurs qui avaient perdu leurs terres et a été accusé de « faux professionnel ». Ils l'ont accusé de falsifier ses diplômes et il a été détenu au bureau de la sécurité publique de Fuan. Cependant, Li Boguang a indiqué que le chef du Bureau a saisi cette occasion pour demander à tous les officiers d'étudier le droit auprès de lui. Li Boguang a donc reçu un traitement spécial, comme la possibilité de se doucher tous les deux jours et des agents lui donnant de la nourriture pour montrer son « respect ». Le 22 janvier 2005, Li a été libéré sous caution, mais les autorités l'ont averti d'éviter de publier toute déclaration en ligne.
Alors que Li Boguang s'occupait des affaires judiciaires, parfois il ne faisait pas payer les victimes ou leur accordait des dotations. En tant que chrétien, Li Boguang a aidé beaucoup de croyants chrétiens qui ont été arrêtés à cause de leur pratique religieuse. Il est l'un des chrétiens chinois que l'ex-président George W. Bush a rencontré en mai 2006. La réunion a porté sur la liberté religieuse en Chine.
Le 29 juin 2008, Li Boguang et sept autres militants des droits de l'homme et universitaires de Pékin ont prévu de rencontrer la délégation du Congrès américain en visite en Chine pour observer le respect des droits de l'Homme. Cependant, les fonctionnaires de Pékin l'ont séquestré dans une maison de la banlieue de Pékin et ne l'ont pas libéré avant que les membres du Congrès américain aient quitté la capitale chinoise.